# Sinan Kurt
Sinan Georg Kurt (* 23. Juli 1996 in Mönchengladbach) ist ein deutscher Fußballspieler. Der hauptsächlich bei Borussia Mönchengladbach ausgebildete Offensivspieler und ehemalige Nachwuchsnationalspieler spielt aktuell als Amateur bei der Holzheimer SG.

## Familie
Kurt wurde als Sohn einer Deutschen und eines Türken im nordrhein-westfälischen Mönchengladbach geboren. Er hat eine Schwester.

## Karriere

### Vereine

#### Anfänge in Mönchengladbach
Kurt begann mit dem Fußballspielen beim SV Dohr 07, einem Sportverein aus dem Mönchengladbacher Stadtteil Giesenkirchen, und spielte danach für den Rheydter SV, bevor er 2007 in die Jugend von Borussia Mönchengladbach wechselte. Er spielte für die U17- und U19-Nachwuchsmannschaft des Bundesligisten und kam für deren zweite Mannschaft am ersten Spieltag der Saison 2014/15 bei der 1:3-Niederlage im Auswärtsspiel gegen den FC Viktoria Köln in der viertklassigen Regionalliga West zu seinem ersten Einsatz im Herrenbereich. Zur Saison 2014/15 sollte Kurt in den Profikader aufrücken. Aufgrund eines Transferstreits mit dem FC Bayern München wurde dies aber nicht umgesetzt.

#### FC Bayern München
Kurz vor Ende der Transferperiode wechselte Kurt am 31. August 2014 zum FC Bayern München. Er unterschrieb einen Vierjahresvertrag bis zum 30. Juni 2018. Der Wechsel löste auf Kurts Social-Media-Accounts einen Shitstorm von Gladbach-Fans aus. In seinem ersten Jahr beim deutschen Rekordmeister wurde Kurt überwiegend in der A-Jugend eingesetzt, die in der A-Junioren-Bundesliga spielte und international in der UEFA Youth League vertreten war. Zudem wurde er einmal in der zweiten Mannschaft in der viertklassigen Regionalliga Bayern eingesetzt. Nachdem Kurt bereits bei einigen Pflichtspielen der Profis auf der Bank gesessen hatte, absolvierte er am 30. Spieltag am 25. April 2015 unter Pep Guardiola sein Bundesligadebüt, als er beim 1:0-Sieg gegen Hertha BSC zur zweiten Halbzeit für Gianluca Gaudino eingewechselt wurde. 2015 gewann er mit dem FC Bayern München die deutsche Meisterschaft. Sein erstes Tor im Seniorenbereich erzielte er am 8. August 2015 beim 7:2-Sieg im Auswärtsspiel der zweiten Mannschaft gegen den TSV 1896 Rain mit dem Treffer zum 6:0 in der 62. Minute. In der Hinrunde der Saison 2015/16 kam Kurt dann ausschließlich für die zweite Mannschaft zum Einsatz und absolvierte dort auch das Training unter Heiko Vogel. Zudem wurde er nicht für den Champions-League-Kader nominiert.

#### Hertha BSC
Nachdem sich Kurt beim FC Bayern München nicht hatte durchsetzen können, wechselte er zur Rückrunde der Saison 2015/16 zu Hertha BSC. Er unterschrieb einen Vertrag mit einer Laufzeit bis zum 30. Juni 2019. Bis zum Saisonende kam er zu sechs Einsätzen in der zweiten Mannschaft in der viertklassigen Regionalliga Nordost, in denen er einen Treffer erzielte. Auch in der Saison 2016/17 konnte sich Kurt in der ersten Mannschaft nicht durchsetzen. Bis zum Winter kam er in der ersten Mannschaft zwar zu seinem ersten Bundesligaeinsatz für Hertha BSC, als er am 1. Oktober 2016 beim 2:0-Sieg gegen den Hamburger SV kurz vor Spielende für Alexander Esswein eingewechselt wurde. Diesem Einsatz folgte allerdings nur ein weiterer Kurzeinsatz. Daneben spielte Kurt sieben Mal in der zweiten Mannschaft (ein Tor). Im Wintertrainingslager zog er sich eine Verletzung am linken Sprunggelenk zu, sodass er erst Ende März 2017 wieder ins Training einsteigen konnte. Bis zum Saisonende kam Kurt zu keinen Einsätzen mehr. Während der Vorbereitung auf die Saison 2017/18 kritisierte sein Trainer Pál Dárdai seine Mentalität und monierte, dass er ihn immer wieder motivieren müsse. In der Folge wurde Kurt nicht für den Europa-League-Kader für die Gruppenphase nominiert. Im Januar 2018 wurde Kurt zeitweise aus dem Mannschaftstraining genommen, um durch ein Individualtraining seine körperlichen Defizite aufzuholen. Er kam in der Saison 2017/18 auf 21 Einsätze in der zweiten Mannschaft, in denen er einen Treffer erzielte.
Mitte Juli 2018 wurde Kurt von Dárdai aus dem Profikader gestrichen und in die zweite Mannschaft versetzt. Bis zur Winterpause der Saison 2018/19 kam er auf 7 Regionalligaeinsätze (2 in der Startelf) ohne eigenen Torerfolg.

#### WSG Wattens
Im Februar 2019 wechselte Kurt zum österreichischen Zweitligisten WSG Wattens. Bis zum Ende der Saison 2018/19 kam er in 13 Zweitligaspielen (5 in der Startelf) zum Einsatz, in denen er ein Tor erzielte. Mit der WSG Wattens stieg Kurt als Zweitligameister in die Bundesliga auf. Nach dem Aufstieg verließ er den Klub. Nach Vereinsaussagen musste er gehen, da er als Deutscher unter die Ausländerregelung fiel.

#### Über Straelen in die Slowakei
Nach über einem Jahr ohne Verein schloss sich Kurt Ende September 2020 nahe seiner Heimat Mönchengladbach in der viertklassigen Regionalliga West dem Aufsteiger SV Straelen an. Zunächst absolvierte der Rheinländer sieben Ligaspiele in Folge und bereitete als linker Flügelstürmer zwei Tore vor. In der Folge war er verletzt und wurde schließlich gar nicht mehr eingesetzt. Kurt gehörte zu den „Topverdienern“ innerhalb der Mannschaft. Anfang Januar 2021 löste der SV Straelen den Vertrag mit seinem Spieler auf.
Ende Januar 2021 schloss sich der 24-Jährige dem slowakischen Erstligisten FC Nitra an, bei dem er einen Vertrag bis zum 30. Juni 2022 unterschrieb.  Der Mittelfeldspieler kam bis zum Ende der Saison 2020/21 auf 13 Erstligaeinsätze (7-mal von Beginn) und stieg mit dem Verein als Tabellenletzter in die 2. Liga ab. Nach dem Saisonende löste Kurt seinen Vertrag einseitig wegen ausbleibender Gehaltszahlungen auf.

#### Karaman FK
Nach fast eineinhalb Jahren Vereinslosigkeit erhielt er am 12. Januar 2023 einen bis zum 31. Mai 2025 datierten Vertrag beim türkischen Viertligisten Karaman FK. Dieser Vertrag wurde laut Sportbild Anfang 2024 aufgelöst. 

#### Deutscher Amateurbereich
Seit Juli 2024 nimmt Kurt an der Season 2 der Baller League teil. Nachdem er seit Februar 2024 vereinslos gewesen war, schloss er sich Anfang August 2024 kurz vor dem Beginn der Saison 2024/25 der Holzheimer SG aus dem Neusser Stadtteil Holzheim an, die in der sechstklassigen Landesliga Niederrhein spielt. Zur Saison 2025/26 wechselte er zum niederrheinischen Bezirksligisten MSV Düsseldorf.

### Nationalmannschaft
Nachdem Kurt bereits die DFB-Nachwuchsmannschaften der Altersklasse U15 bis U18 durchlaufen und dabei sechs Tore in 25 Länderspielen erzielt hatte, debütierte er in der U19-Nationalmannschaft, die am 5. September 2014 in Köln im Test-Länderspiel gegen die Auswahl der Niederlande mit 3:2 gewann.

## Titel
- Deutscher Meister: 2015
- Österreichischer Zweitligameister und Aufstieg in die Bundesliga: 2019

## Trivia
Kurt war neben Jonathan Tah, Patrick Pflücke und Raif Husić von 2012 bis 2017 Teil der Sky-Doku Projekt Profi – 4 Jungs auf dem Weg in die Bundesliga.